# Anja Mittag
Anja Mittag (Karl-Marx-Stadt, 16 de mayo de 1985) es una futbolista alemana que juega como delantera en el SV Eintrach Leipzig-Süd de la german Regionalliga Nordost.

## Trayectoria
Tras pasar por la cantera del Fortuna Chemnitz, Chemnitzer FC y Erzgebirge Aue, Mittag debutó en la Bundesliga en 2002 con el Turbine Potsdam. Tras ganar el campeonato, la bota de plata y el balón de bronce en la Copa Mundial Femenina de Fútbol Sub-19 de 2004,, debutó el 31 de marzo con la selección mayor alemana jugando contra Italia.
A excepción de un breve paso por la liga sueca con el QBIK (2006), Mittag pasó casi una década en el Turbine, con el que ganó dos Ligas de Campeones (2005 y 2010). En 2012 fichó por el Rosengard sueco, con el que ha sido máxima goleadora de la Damallsvenskan.
Con la selección alemana ha ganado la Copa Mundial Femenina de Fútbol de 2007, las Eurocopas 2005, 2009 y 2013 y un bronce olímpico en Pekín 2008.

## Títulos

### Bundesliga
| Título     | Club                   | País     | Temporada   |
| ---------- | ---------------------- | -------- | ----------- |
| Bundesliga | 1. FFC Turbine Potsdam | Alemania | 2003 - 2004 |
| Bundesliga | 1. FFC Turbine Potsdam | Alemania | 2005 - 2006 |
| Bundesliga | 1. FFC Turbine Potsdam | Alemania | 2008 - 2009 |
| Bundesliga | 1. FFC Turbine Potsdam | Alemania | 2009 - 2010 |
| Bundesliga | 1. FFC Turbine Potsdam | Alemania | 2010 - 2011 |

### Copa de Alemania
| Título           | Club                   | País     | Temporada   |
| ---------------- | ---------------------- | -------- | ----------- |
| Copa de Alemania | 1. FFC Turbine Potsdam | Alemania | 2003 - 2004 |
| Copa de Alemania | 1. FFC Turbine Potsdam | Alemania | 2004 - 2005 |
| Copa de Alemania | 1. FFC Turbine Potsdam | Alemania | 2005 - 2006 |

### Liga Sueca
| Título         | Club         | País   | Temporada |
| -------------- | ------------ | ------ | --------- |
| Damallsvenskan | FC Rosengård | Suecia | 2013      |
| Damallsvenskan | FC Rosengård | Suecia | 2014      |

### Supercopa Sueca
| Título             | Club         | País   | Temporada |
| ------------------ | ------------ | ------ | --------- |
| Svenska Supercupen | FC Rosengård | Suecia | 2012      |
| Svenska Supercupen | FC Rosengård | Suecia | 2015      |

### Campeonatos internacionales
| Título                                        | Equipo                 | Sede final        | Año       |
| --------------------------------------------- | ---------------------- | ----------------- | --------- |
| Campeonato Europeo Femenino Sub-19 de la UEFA | Alemania               | Suecia            | 2002      |
| Copa Mundial Femenina de Fútbol Sub-20        | Alemania               | Tailandia         | 2004      |
| Liga de Campeones Femenina de la UEFA         | 1. FFC Turbine Potsdam | Suecia / Alemania | 2004-2005 |
| Eurocopa Femenina                             | Alemania               | Inglaterra        | 2005      |
| Copa de Algarve                               | Alemania               | Portugal          | 2006      |
| Copa Mundial Femenina de Fútbol               | Alemania               | China             | 2007      |
| Juegos Olímpicos de Pekín 2008                | Alemania               | China             | 2008      |
| Eurocopa Femenina                             | Alemania               | Finlandia         | 2009      |
| Liga de Campeones Femenina de la UEFA         | 1. FFC Turbine Potsdam | España            | 2009-2010 |
| Copa de Algarve                               | Alemania               | Portugal          | 2012      |
| Eurocopa Femenina                             | Alemania               | Suecia            | 2013      |
| Copa de Algarve                               | Alemania               | Portugal          | 2014      |
| Juegos Olímpicos de Río de Janeiro 2016       | Alemania               | Brasil            | 2016      |